# Kali permanganat (dùng trong y tế)
Kali permanganat được sử dụng như một loại thuốc cho một số bệnh da liễu. Điều này bao gồm nhiễm nấm bàn chân, chốc lở, pemphigus, vết thương bề mặt, viêm da và loét nhiệt đới. Đối với loét nhiệt đới, nó được sử dụng cùng với Procaine benzylpenicillin. Thông thường nó được sử dụng trong điều kiện da sản xuất nhiều chất lỏng. Nó có thể được áp dụng như là một thuốc ngâm nước hoặc tắm.
Tác dụng phụ có thể bao gồm kích ứng da và đổi màu quần áo. Nếu nó được uống bằng miệng, độc tính và tử vong có thể xảy ra. Kali permanganat là một tác nhân oxy hóa. Công thức quốc gia Anh khuyến nghị rằng mỗi 100 mg kali permanganat được hòa tan trong một lít nước trước khi sử dụng.
Chất này được sản xuất lần đầu tiên vào những năm 1600 và được sử dụng phổ biến trong y tế ít nhất là vào đầu những năm 1800. Nó nằm trong Danh sách các loại thuốc thiết yếu của Tổ chức Y tế Thế giới, loại thuốc hiệu quả và an toàn nhất cần có trong hệ thống y tế. Chi phí bán buôn ở các nước đang phát triển là khoảng 0,01 USD mỗi g. Ở Anh, số tiền người bệnh NHS phải trả khoảng 1,33 bảng.

## Sử dụng trong y tế
Sử dụng cho các bệnh nhiễm nấm bàn chân, chốc lở, pemphigus, vết thương bề mặt, viêm da (chàm) và loét nhiệt đới. Thông thường nó được sử dụng trong điều kiện da sản xuất nhiều chất lỏng. Đối với loét nhiệt đới, nó được sử dụng cùng với Procaine benzylpenicillin trong hai đến bốn tuần.
Kali permanganat có thể được sử dụng ở trẻ em và người lớn. Nó có thể được sử dụng ngâm nước hoặc tắm. Thạch dầu có thể được sử dụng trên móng tay trước khi ngâm để ngăn chặn sự đổi màu của chúng. Cục Quản lý Thực phẩm và Dược phẩm Hoa Kỳ không khuyến nghị sử dụng ở dạng tinh thể hoặc dạng viên.